# Louis Campau
Pour les articles homonymes, voir Campeau.
Louis Campau ou Louis Campeau, né le 11 août 1791 à Fort Detroit et mort le 13 avril 1871, trappeur, coureur des bois et négociant d'origine canadienne-française, fondateur de deux cités américaines dans le Michigan : Saginaw et Grand Rapids.

## Biographie
Louis Campau participa à la Guerre de 1812 entre la Grande-Bretagne et les États-Unis.
En 1815, il arrive dans la région du pays des Illinois et établit le premier poste de traite à Saginaw dans le territoire du Michigan. La région fut colonisée par les Canadiens-français à partir du début du XVIIIe siècle par des missionnaires et des traiteurs de fourrure. Les premiers contacts avec la population indigène furent pacifiques et une liaison économique fut créée notamment avec les Outaouais et les Ojibwés. Joseph et Madeleine La Framboise (d’origine canadienne-française) établirent un tout premier poste de fourrure dans la région.
Puis, en 1826, Louis Campau, créé un second poste de traite à Grand Rapids où il construisit une cabane, un poste commercial et une forge sur la rive orientale de la Grand River. Louis Campau partit chercher sa femme, ses enfants et environ 5 000$ de biens pour s’installer de manière permanente à Grand Rapids.
Il était le grand oncle du collectionneur et mécène Martin Ryerson.